# Thomas Forrest Cotton
Thomas Forrest Cotton (4 tháng 11 năm 1884 - 26 tháng 7 năm 1965) là bác sĩ tim mạch người Canada. Ông đã giới thiệu cách ghi điện tim vào Canada và Anh và là người đầu tiên nhận ra mối quan hệ giữa ngón tay dùi trống và bệnh viêm nội tâm mạc nhiễm khuẩn. Các bài báo của ông về bệnh viêm nội tâm mạc được các bác sĩ tim mạch xem là một khuôn mẫu.

## Thuở nhỏ và gia đình
Thomas Forrest Cotton sinh ngày 4 tháng 11 năm 1884 tại Cowansville, Quebec, là con của Cedric và Harriet C. Cotton. Cedric là một bác sĩ trong một thị trấn nhỏ. Sau khi hoàn thành chương trình giáo dục y khoa đầu tiên của mình tại Đại học McGill, Cotton đã đi đến châu Âu để làm việc tại nhà. Ở đó, ông đã làm việc với những tên tuổi lớn của thời đại, Friedrich Kraus và Georg Nicolai, đồng tác giả của cuốn sách giáo khoa điện tâm đồ đầu tiên và sau đó là Friedrich von Muller ở Munich và Karel Wenckebach ở Vienna. Sau đó, ông dành một thời gian ngắn để đào tạo sau đại học tại Hoa Kỳ trước khi chuyển đến bệnh viện Đại học College, London vào năm 1913, nơi ông làm việc với Sir Thomas Lewis.
Năm 1928, ông kết hôn với bác sĩ Mary (Molly) Marshall, sau đó là một trợ lý lâm sàng tại Bệnh viện Tim Mạch Quốc gia. Họ không có con.

## Sự nghiệp tim mạch
Sir William Osler đã rời khỏi Canada năm mà Cotton đã được sinh ra và mặc dù sự khác biệt tuổi tác và khoảng cách giữa hai người nhưng Osler đã hỗ trợ các hoạt động sau đại học của Cotton ở Anh và nước ngoài. Sau đó, ông viết: "Các cánh cửa mở rộng cho tôi vào, một lá thư đến Lewis từ William Osler là tất cả những gì cần thiết để làm cho cuộc sống có vẻ tốt nhất".
Cotton quay trở lại Bệnh viện Đa khoa Montreal, nơi mà năm 1913, với sự hỗ trợ của Osler ảnh hưởng và đóng góp tài chính, Cotton đã thuyết phục được bệnh viện mua một điện tâm đồ.  Kết quả là Cotton đã trở thành người Canada đầu tiên ghi điện tim.

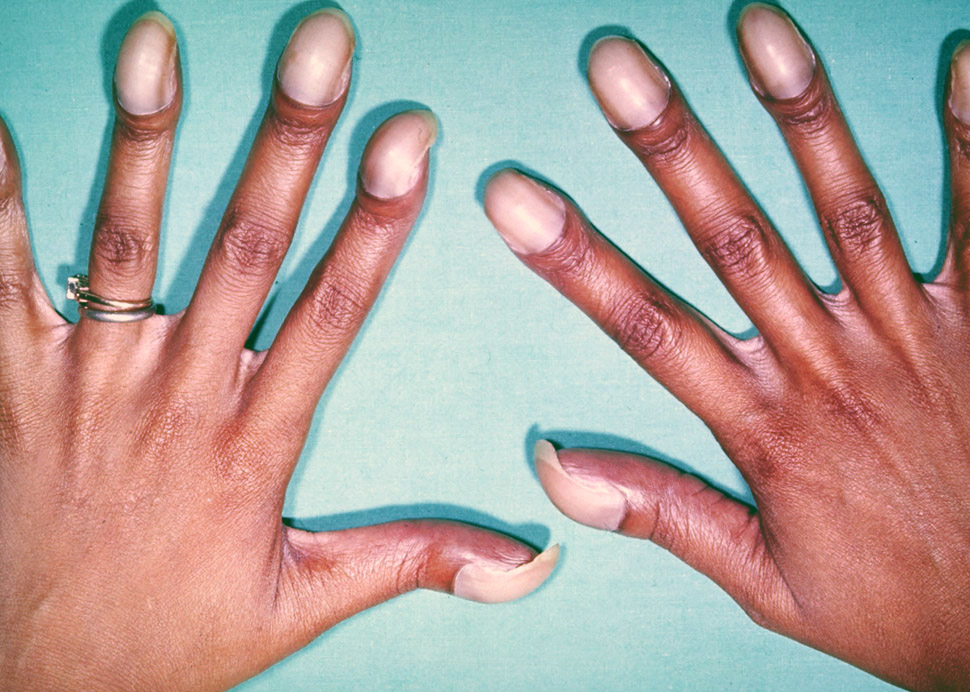
Ngón tay dùi trống

Khi bắt đầu Chiến tranh Thế giới thứ nhất, Cotton tham gia vào Quân đội Canada và tái gia nhập Lewis tại Bệnh viện Quân đội, Hampstead, đã được thành lập để tiến hành nghiên cứu bệnh tim ở người lính. Tại Hampstead sự nghiệp của ông đã vượt qua William Osler, Mackenzie, Clifford Allbutt, Caler, Meakins, Parkinson và Drury. Năm 1913 và 1917, ông xuất bản mười cuốn sách về tim mạch, tám trong số đó là đồng tác giả với Lewis.
Trong nhiệm vụ của mình năm 1917, tại Bệnh viện Tim Quân đội Sobraon ở Colchester, Anh, Cotton đã trở nên quan tâm đến câu lạc bộ ngón tay. Ông nhận thấy rằng bệnh lý ngón tay dùi trống ở người trưởng thành bị bệnh tim là một phát hiện lâm sàng phổ biến trong viêm nội tâm mạc nhiễm khuẩn. Các bài báo của ông về bệnh viêm nội tâm mạc được các bác sĩ tim mạch xem là một khuôn mẫu. Sau khi giải phẫu người đàn ông "mắc bệnh tim cấu trúc" và, Cotton nói rằng mặc dù câu lạc bộ không phải là "dấu hiệu kết luận về nhiễm trùng, nhưng đây vẫn là một trong những dấu hiệu quan trọng nhất mà chúng tôi có để chẩn đoán chính xác". Kết quả là, ông là người đầu tiên nhận ra ngón tay dùi trống như là một dấu hiệu của viêm nội tâm mạc nhiễm khuẩn.
Năm 1922, ông là một trong bốn người thành lập câu lạc bộ Cardiac ở London.

## Cái chết và di sản
Cotton là một thành viên tích cực của câu lạc bộ Osler của London. Ông đã phát đạt từ các khoản đầu tư của Canada và sau cái chết của ông ở tuổi 80 vào ngày 26 tháng 7 năm 1965, thì Trường Cao đẳng Y khoa Hoàng gia đã nhận được một di sản đáng kể theo ý muốn của ông. Tro cốt của ông đã được che giấu cùng với Sir William và Lady Osler trong Thư viện Osler tại McGill. Người chủ trì của Osler được nhớ đến trong phòng ăn, có tên theo ước muốn của ông, Phòng Osler, trong một buổi thuyết pháp Osler hàng năm. Đổi lại, trường tôn vinh Cotton bằng cách đưa một huy chương trong phòng Osler và thành lập một phòng riêng biệt (gọi là "Phòng Thomas Cotton") để làm kkho lưu trữ và các tài sản khác của Câu lạc bộ Osler.